# Olga Plesjkova
Olga Plesjkova (Russisch: Ольга Плешкова) (Kirov, 9 mei 1956) is een schaatsster uit de Sovjet-Unie. Ze vertegenwoordigde haar vaderland op de Olympische Winterspelen van 1980 in Lake Placid en op de Winterspelen van 1984 in Sarajevo.

## Resultaten

### Olympische Spelen
| Jaar | Plaats      | Resultaten    |
| ---- | ----------- | ------------- |
| 1980 | Lake Placid | 9e 3000 meter |
| 1984 | Sarajevo    | 4e 3000 meter |

### Wereldkampioenschappen
| Jaar          | Plaats     | Resultaten   |
| ------------- | ---------- | ------------ |
| 1981 Allround | Sainte-Foy | 6e Allround  |
| 1982 Allround | Inzell     | 23e Allround |
| 1984 Allround | Deventer   | 6e Allround  |
| 1985 Allround | Sarajevo   | 5e Allround  |

### Europese kampioenschappen
| Jaar          | Plaats     | Resultaten  |
| ------------- | ---------- | ----------- |
| 1981 Allround | Heerenveen | 9e Allround |
| 1984 Allround | Medeu      | Allround    |
| 1985 Allround | Groningen  | 5e Allround |
| 1986 Allround | Geithus    | 5e Allround |

### USSR kampioenschappen
| Seizoen | 1000 m | 1500 m | 3000 m | Allround | Sprint |
| ------- | ------ | ------ | ------ | -------- | ------ |
| 1977    | 12e    | 8e     | 14e    | 15e      |        |
| 1978    |        |        |        | 8e       |        |
| 1979    |        |        |        | 7e       |        |
| 1980    |        |        |        | Zilver   |        |
| 1981    |        |        |        | Zilver   | 5e     |
| 1982    |        |        |        | 25e      |        |
| 1984    |        |        |        | Goud     |        |
| 1985    |        |        |        | Goud     |        |
| 1986    |        |        |        | Zilver   |        |
| 1987    |        |        |        | 10e      |        |

### Wereldbeker

#### Wereldbekerklassement
| Seizoen | 500 m | 1500 m |
| ------- | ----- | ------ |
| 1985/86 | 30e   | 13e    |

#### Wereldbekermedailles
| Seizoen | Datum          | Afstand    | Medaille | Baan   |
| ------- | -------------- | ---------- | -------- | ------ |
| 1985/86 | 4 januari 1986 | 1500 meter | Brons    | Inzell |

## Persoonlijke records
| Afstand    | Tijd    | Datum           | Baan  |
| ---------- | ------- | --------------- | ----- |
| 500 meter  | 1.42,58 | 23 maart 1984   | Medeo |
| 1000 meter | 1.22,39 | 22 maart 1985   | Medeo |
| 1500 meter | 2.04,98 | 14 januari 1984 | Medeo |
| 3000 meter | 4.23,20 | 23 maart 1984   | Medeo |
| 5000 meter | 7.37,99 | 23 maart 1984   | Medeo |